# Salomon Ier d'Armorique
Salomon Ier d'Armorique est un roi légendaire d'Armorique qui aurait régné à la fin du IVe siècle et au début du Ve siècle.

## Biographie légendaire
Dans son Historia regum Britanniae, Geoffroy de Monmouth indique qu'Aldroenus est le « 4e roi de Petite-Bretagne alors appelée d'Armorique depuis Conan Mériadec », sans préciser les noms de ses deux prédécesseurs. Cette lacune a été exploitée par l'historiographie depuis la « Chronique de Saint-Brieuc » dont le manuscrit date d'environ 1400 jusqu'à Dom Morice pour créer le personnage du roi Salomon Ier qui s'insère dans la liste des rois légendaires d'Armorique
Salomon ou Salaün est présenté comme le petit-fils, par Urbien-Congar, de Conan Mériadec et le fils du roi Gradlon à qui il succède en 405 pour Alain Bouchart et Bertrand d'Argentré ou 421 selon Dom Morice. Il aurait épousé la fille d'un patrice romain nommé Flavius et veillé aux bonnes relations avec l'empire romain en renouvelant avec Valentinien III le traité conclu par son aïeul. En 412 ou 435 selon les auteurs il aurait été tué à Nantes par les Goths d'Aquitaine ou  assassiné à La Martyre, trève de Ploudiry dans le pays de Léon à cinq lieues de Landerneau,,.
Rejoignant ensuite partiellement le récit de Geoffroy de Monmouth relatif à Aldroenus, la tradition attribue à Salomon Ier et à son épouse plusieurs enfants:
- Aldroën ou Audren son successeur en Armorique ;
- Constantin de Bretagne, envoyé par son frère régner outre-manche ;
- Kebius disciple d'Hilaire d'Arles ;

Et d'une fille:
- Renguilide épouse de Bican et mère de Iltud. Toutefois, selon Peter Bartrum Rieingulid [Rhieinwylydd] est présentée alternativement comme la fille d'Amlawdd Wledig, un roi légendaire de Britannia [6]